# Tōviʻi
Tōviʻi - płaskowyż w zachodniej części wyspy Nuku Hiva w archipelagu Markizów w Polinezji Francuskiej, położony między dwoma łańcuchami górskimi tworzącymi zatokę okalającą miasto Taiohae, stanowi pozostałość zapadniętej kaldery.